# Bring Her Back
Bring Her Back är en australisk skräckfilm från 2025. Filmen är regisserad av bröderna Danny och Michael Philippou efter ett manus skrivet av Danny Philippou och Bill Hinzman.
Filmen hade biopremiär i Sverige den 1 augusti 2025.

## Handling
En bror och syster avslöjar en skrämmande ritual i det avlägsna hemmet hos deras nya fosterförälder.

## Rollista
- Billy Barratt – Andy
- Sally Hawkins – Laura
- Sora Wong – Piper
- Jonah Wren Phillips – Oliver